# Gustavo Reggi
Gustavo Enrique Reggi (San Martín, 28 maggio 1973) è un allenatore di calcio ed ex calciatore argentino, di ruolo attaccante.

## Biografia
Nel 2000 è nato il suo primogenito Nicolás.

## Carriera

### Giocatore
Cresciuto nel vivaio del Ferro Carril Oeste, debutta nel campionato argentino nel 1996. Nel 1997 passa al Club Atlético Independiente, e nel 1998 al Gimnasia LP. Nel 1999 viene acquistato dalla Reggina che andrà a disputare il suo primo campionato della storia in Serie A. Reggi debutterà nella prima giornata in Juventus-Reggina (1-1), mentre nella seconda giornata (la prima davanti ai propri tifosi) segnerà la sua prima ed unica rete con la maglia amaranto in Reggina-Fiorentina (2-2).
Nel 2000 inizierà con la Reggina sempre in Serie A ma nel gennaio del 2001 viene ceduto in prestito al Crotone in Serie B.
Il 2001 vede la formazione dello stretto retrocessa in Serie B e Reggi inizierà l'annata con la società del presidente Pasquale Foti, ma dopo 3 presenze nel gennaio 2002 farà ritorno in Argentina al Santa Fe, per poi andare in Segunda División con il Las Palmas e nel 2003 al Levante.
Nel 2007 rescinde il suo contratto con la società valenciana, e va al Castellón. Nel 2009 si è trasferito dapprima al Quilmes e successivamente al San Martín, squadra argentina della Provincia di Mendoza, con cui ha giocato fino al 2014, per poi ritirarsi ed assumere il ruolo di coordinatore.

### Allenatore
Il 21 ottobre 2017 diviene il nuovo allenatore del Club Atlético Huracán Las Heras. Attualmente è vice-allenatore di Pedro Troglio nella squadra Olimpia in Honduras.

## Palmarès

### Giocatore

#### Club
- Seconda divisione spagnola: 1

Levante: 2003-2004

#### Individuale
- Capocannoniere della Primera División: 1

Apertura 1996 (11 gol)